# Божидар Пешић
Божидар Пешић (Београд, 1952) српски је архитекта и бивши кошаркаш.

## Биографија и каријера
Рођен је 1952. године у Београду. Играо је пет сезона за Црвену звезду у Првој лиги Југославије од 1970. до 1975. године, укупно одиграо 101 утакмицу. Саиграчи су му били Зоран Славнић, Драган Капичић, Љубодраг Симоновић, Драгиша Вучинић и Горан Ракочевић са којима је освојио Прву лигу Југославије у сезони 1971/72., Куп Рајмунда Сапорте 1974. године и три Купа Југославије.
Заједно са супругом Ан која је рођена у Даблину има синове Александра, Љубишу и Михајла који је професионални кошаркаш.